# Tendol Gyalzur
Tendol Gyalzur, contraction de Tenzin Dolkar Gyalzur (tibétain : བསྟན་འཛིན་སྒྲོལ་དཀར་རྒྱལ་ཟུར, Wylie : bstan 'dzin sgrol dkar rgyal zur, 2 décembre 1951 à Shigatsé au Tibet - 3 mai 2020 Coire en Suisse) est une femme humanitaire tibéto-suisse, connue pour avoir fondé le premier orphelinat privé au Tibet.

## Biographie
Gyalzur est née sous le nom de Tenzin Dolkar à Shigatsé au Tibet. Elle perd ses parents lors de l'annexion chinoise du Tibet et, enfant, traverse l'Himalaya à pied et à cheval pour fuir vers l'Inde. Elle est transférée dans l'orphelinat à Dharamsala dirigé par Tsering Dolma, la sœur du dalaï-lama, et est choisie pour faire partie d'une douzaine d'enfants envoyés en Allemagne par le gouvernement tibétain en exil en 1963. En Allemagne, elle obtient un diplôme d'infirmière, épouse un autre réfugié tibétain, Losang Tsultim Gyalzur, et déménage avec lui en Suisse,.
Lorsqu'elle revisite le Tibet à l'âge adulte, la vue de nombreux enfants des rues la motive à fonder le premier orphelinat privé du Tibet à Lhassa en 1993, en coopération avec une organisation à but non lucratif chinoise et des responsables chinois. Plus tard, elle fonde un autre orphelinat à Shangri-La et soutient une école pour les enfants des éleveurs nomades dans le Sichuan. En 2016, les restrictions chinoises sur le travail des organisations étrangères la forcent à céder le contrôle de ses établissements au gouvernement chinois. Ils ferment en 2017 et 2018.
L'un de ses fils, Songtsen Gyalzur, est joueur professionnel de hockey sur glace et crée une brasserie à Shangri-La, Shangri-La Beer. Gyalzur est décédé le 3 mai 2020 à Coire en Suisse, du Covid-19 lors de la pandémie de Covid-19 en Suisse.

## Travaux sur Tendol Gyalzur
- Polli, Tanja (Wörterseh Verlag), Ein Leben für die Kinder Tibets Die unglaubliche Geschichte der Tendol Gyalzur, Lachen SZ (ISBN 978-3-03763-109-6, OCLC 1105102410, lire en ligne)